# Katrin Nabholz
Katrin Nabholz, född den 3 april 1986 i Zürich i Schweiz, är en schweizisk ishockeyspelare.
Hon tog OS-brons i damernas ishockeyturnering i samband med de olympiska ishockeytävlingarna 2014 i Sotji.